# Филателистический дилер

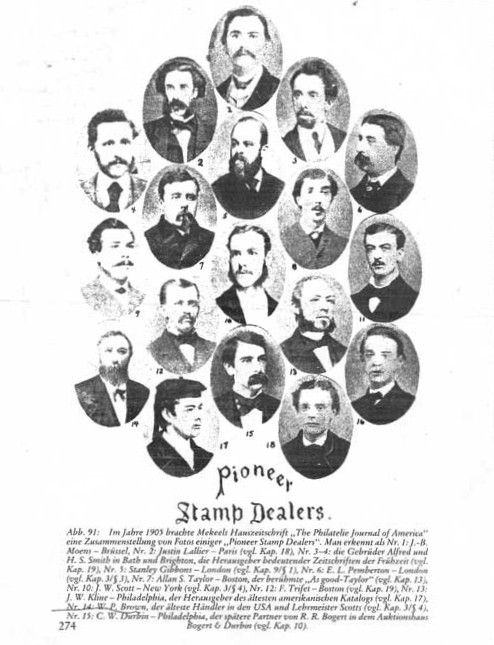
Пионеры филателистического дилерства XIX века: 1. Ж.-Б. Моэнс (Брюссель, 1833—1908). 2. Justin Lallier (Париж, 1823—1873). 3—4. Братья Alfred Smith (1837—1888) и H. Stafford Smith (Бат и Брайтон, 1843—1903). 5. Э. С. Гиббонс (Лондон, 1840—1913). 6. Э. Л. Пембертон (Лондон, 1844—1878). 7. S. Allan Taylor (Бостон, 1838—1913). 8. W. Young (Ливерпуль). 9. J. M. Chute (Бостон, 1846—1892+). 10. Дж. У. Скотт (Нью-Йорк, 1845—1919). 11. Charles A. Lyford (Бостон). 12. Ferdinand Marie Trifet (Бостон, 1848—1899). 13. Клайн, Джон (Филадельфия, 1824—1892). 14. У. П. Браун (Нью-Йорк, 1841—1929). 15. Leonidas W. Durbin (Филадельфия, 1849—1887). 16. J. A. Nutter (США, 1849—1910). 17. G. Steward, Jr. (Канада). 18. E. A. Craig (США)

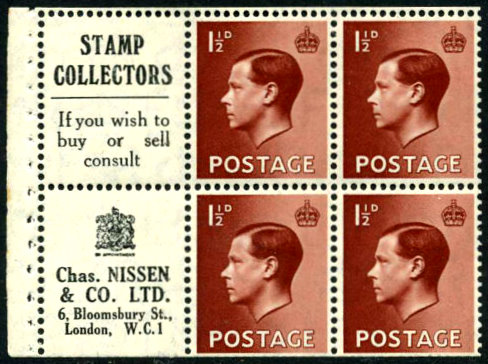
Реклама филателистического дилера Ниссен, Чарльз на странице марочного буклета с марками Великобритании (1936)

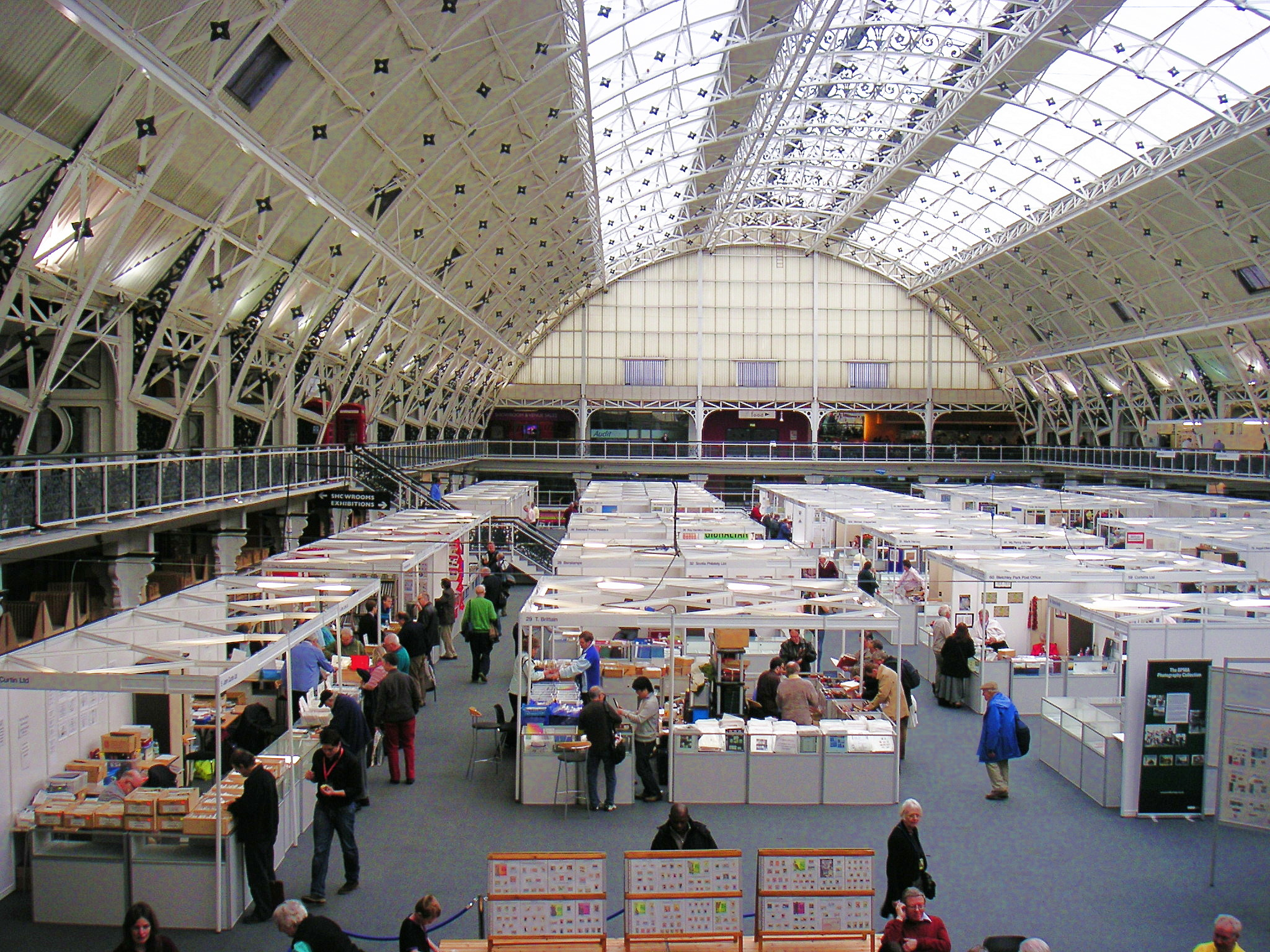
Крупная филателистическая выставка в Лондоне с биржей, на которой собираются коллекционеры и дилеры — члены Общество филателистических торговцев (2011)

Филателисти́ческий ди́лер — компания или лицо, которое торгует почтовыми марками и филателистической продукцией. К ним также относятся лица, продающие почтовые марки для повседневного использования или служебные марки и марки гербового сбора для использования на документах. Торговцы, которые предлагают эту продукцию собирателям марок (филателистам), могут быть различными по характеру и виду продаваемого ими филателистического товара, а их бизнес по размеру может различаться от небольших домашних предприятий до крупных международных компаний.

## Формы продажи
Дилеры могут продавать филателистический товар следующими способами:
- по почтовому заказу[англ.],
- на филателистических ярмарках,
- в собственных торговых помещениях,
- посредством почтовых аукционов,
- путем отправки пакетиков с марками по согласованию, то есть на утверждение коллекционерам,
- на сайтах интернет-аукционов, таких как eBay или Delcampe (в настоящее время всё чаще).

Дилеры также различаются по типу предлагаемого ими товара: от филателистических смесей до материалов определённых странах или по определённым тематическим областям, которыми торгуют только узкоспециализированные фирмы.
В то время как большинство филателистических дилеров обслуживают клиентов в районе своего местонахождения или города, более крупные дилеры вынуждены расширять свои продажи, выходя за пределы своего региона. Для этого некоторые из них печатают каталоги имеющихся у них марок, которые бесплатно рассылаются клиентам или потенциальным клиентам на регулярной основе.
Дилеры, адаптировавшиеся к Интернету, создали веб-сайты, на которых филателистический материал предлагается проживающим в любой стране мира.

## Реализация марок «по согласованию»
У филателистического дилера, как правило, есть большой запас негашёных и гашёных марок на продажу коллекционерам. Многие из них придерживаются системы отправки марок клиентам на основе предварительного согласования — англ. «stamps on approval» («марки по согласованию»). Когда клиент получает марки от дилера на основе согласования, у него есть выбор: либо вернуть весь пакет, либо оставить весь пакет себе, либо оставить только интересующую его часть и вернуть остальное дилеру. Оплачиваются только те марки, которые клиент захотел оставить себе.
Преимущество этой системы заключается в том, что дилер получает возможность показать свои марки потенциальному клиенту, надеясь продать их, а у клиента есть возможность приобрести только те марки, которые ему нужны, не покупая ничего лишнего.

### Наборы марок в пакетиках
Пакетики марок — самый лёгкий и недорогой способ начать коллекционирование марок. Для предварительного согласования с клиентами дилеры обычно комплектуют гашёные марки в наборы (approval selections, или просто approvals — «согласовалки») по 50, 100, 200 штук в каждом или больше. Такие наборы могут подразделяться по странам и темам, но нередко предлагаются в виде неотсортированной смеси с примечанием, что в подборке находятся марки не менее 100 стран мира.

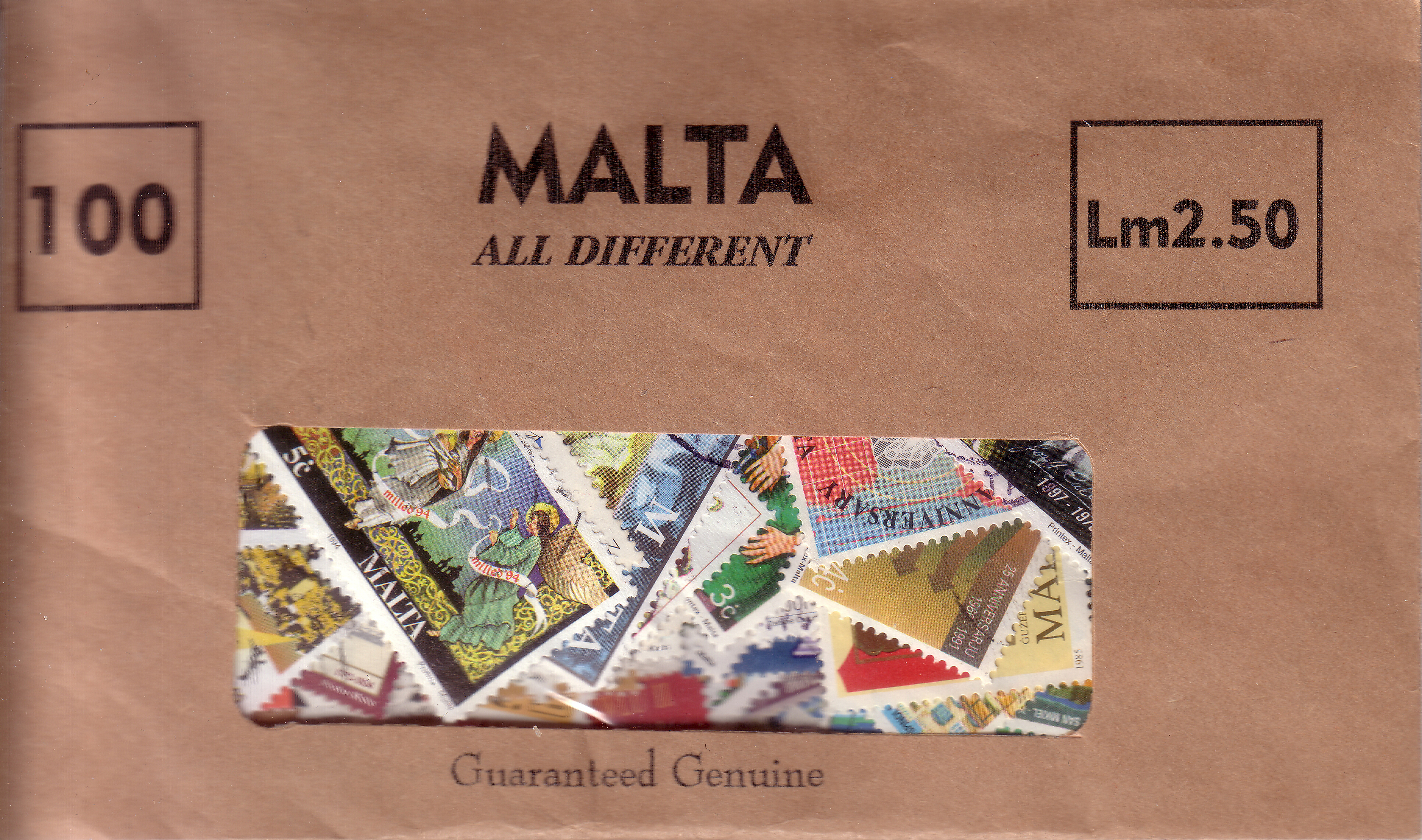
Набор из ста разных гашёных почтовых марок Мальты в бумажном конверте
(Ла Валлетта, Мальта, 2001, 2,5 лиры)

### Листы согласования
Ещё одна форма оптимизации процесса продажи — формирование дилерами листов согласования. Как и в случае пакетиков, объекты в листах как правило группируются по странам, тематике, мотивам, хронологии или любому другому принципу и равномерно распределяются по листу — так, чтобы можно было внимательно рассмотреть каждый. Иногда листы согласования изготавливаются под конкретного покупателя в соответствии с запросами последнего, предварительно изложенными продавцу с помощью манколиста.
Вид листов согласования обычно альбомный, форматом А4, А3 или промежуточным между ними. Встречаются листы согласования и меньших размеров. Материал — плотная бумага, картон или пластик, цвет фона — ровный, чаще чёрный, но бывает и светлый. Филателистические объекты прикрепляются к листу с помощью особых наклеек, снабжаются подписанными от руки ценами за каждый, иногда его каталожным номером и дополнительными сведениями, способными снять большинство простых вопросов покупателя и повлиять на его выбор. Статус указанных цен — для торга или как условие — оговаривается дилером отдельно. Если филателистический материал продаётся сразу листами, то есть мелким оптом, в таких надписях нет необходимости.
Для единообразной ориентации прикрепляемых объектов лист может содержать сетку тонких бледных пересекающихся под прямым углом линий разметки, сходной с миллиметровкой, но обычно с более крупными ячеями. Листы согласования могут изготавливаться не только из плотной бумаги или картона, но и из пластика или пластмассы и быть многоразовыми. Одиночные листы могут брошюроваться для удобства их транспортировки (пересылки).

## Специализация по странам и темам
Поскольку объём филателистического материала просто огромен, дилеры вынуждены специализироваться, сосредоточивая свои усилия на определённой области коллекционирования. Наиболее часто дилер имеет запасы марок своей страны. Кроме того, он может хранить определённый запас марок соседних стран.

Пример рекламы шотландской фирмы British Philatelic Bureau («Британское филателистическое бюро») на обложке альбома компании «Стэнли Гиббонс» 1983 года:
«Бюро обеспечивает возможность коллекционерам марок по всему миру получать новые британские марки как можно скорее после их выпуска. Оно радо обслуживать все категории коллекционеров — от начинающих и случайных коллекционеров до пламенных энтузиастов. Если вы хотите получать иллюстрированные брошюры о коллекционировании марок и полную информацию обо всех услугах, которые Бюро оказывает коллекционерам, пожалуйста, напишите [указан адрес фирмы в Эдинбурге]».

Филателистический дилер может также специализироваться на поставках марок по конкретным темам, таким как марки с изображением национальных флагов, животных, птиц, самолётов и т. д.

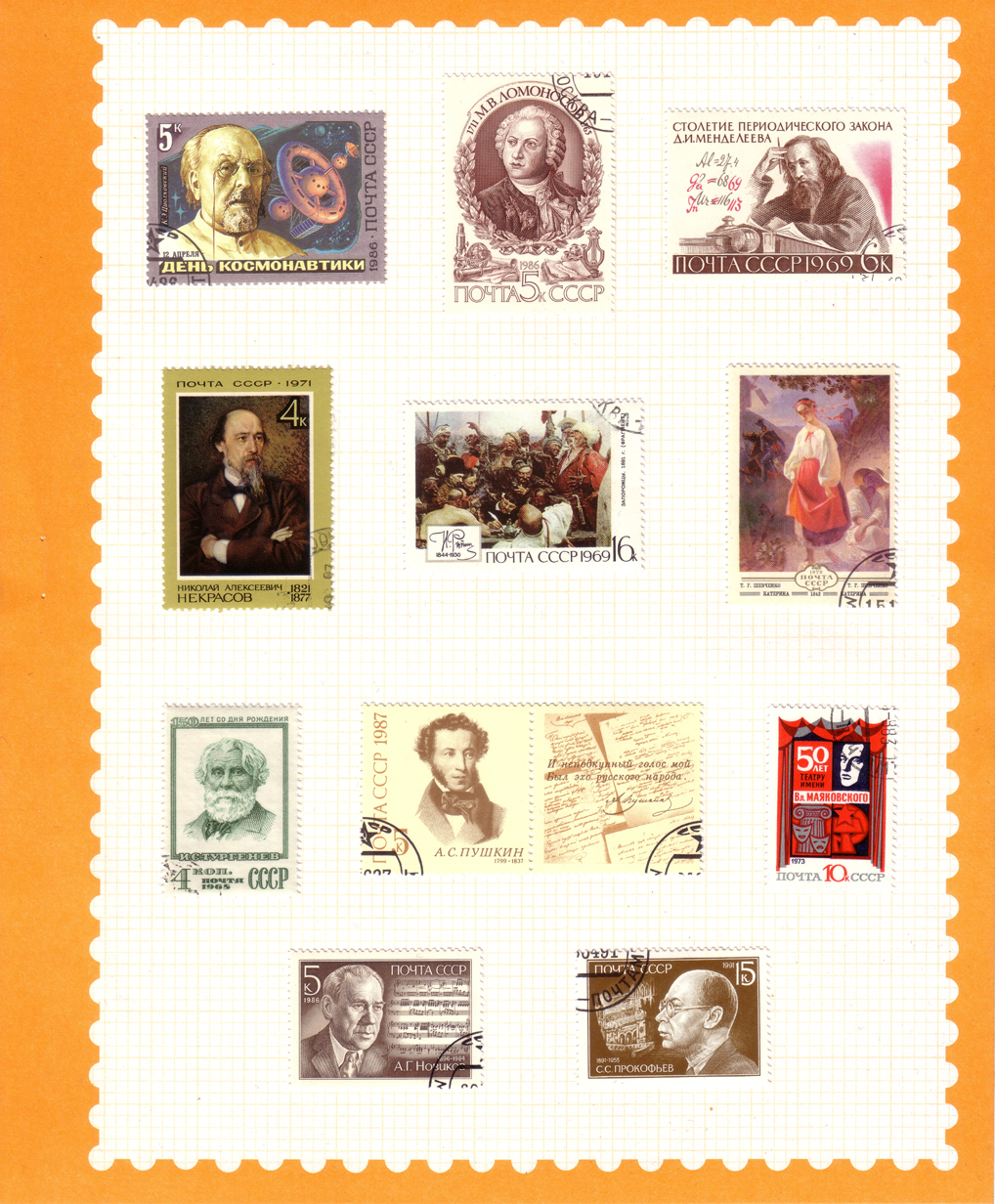
Бумажный лист из сброшюрованной тематической тетрадки с нанесённой сеткой и прикреплёнными к нему с помощью особых наклеек почтовыми марками СССР, собранными по теме «Учёные и деятели культуры СССР»
Вкладыши в прозрачные пакетики с тематическими наборами гашёных почтовых марок СССР (1969)

## Годовые комплекты марок по странам
Для поощрения коллекционеров к приобретению марок своей страны (или других стран) дилеры комплектуют марки страны по годовым комплектам. Каждый такой комплект содержит все марки, выпущенные данной страной в данном году. Для серьёзного коллекционера, который хочет иметь набор марок своей страны, это самый лёгкий путь. Очевидно, впрочем, что здесь есть свои пределы. Марки ранних лет, которые трудно найти, либо будут отсутствовать в комплекте либо сделают его очень дорогим.
Как правило, годовые комплекты предлагаются как с негашёными марками в отличном состоянии, так и с гашёными марками. Наборы гашёных марок обычно стоят меньше наборов негашёных марок. Хотя некоторые крупные первоклассные дилеры продают оба вида комплектов без всякой разницы в цене либо с незначительной разницей. Гашёные марки более ранних лет и редко встречающиеся марки ценятся столь же дорого, что и негашёные марки, а иногда даже и дороже.

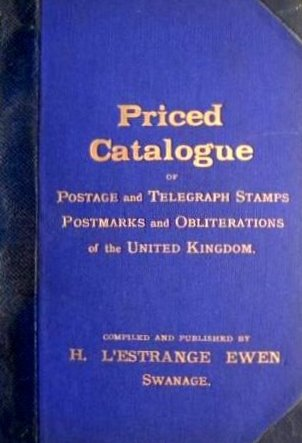
«Каталог почтовых и телеграфных марок, почтовых штемпелей и гашений Великобритании, с указанием цен на них» Х. Л. Юэна (4-е изд., 1895)

## Каталоги марок
Каталоги почтовых марок происходят, главным образом, от прейскурантов филателистических дилеров, хотя в наши дни большинство каталогов почтовых марок уже не являются прейскурантом розничных цен. Исключением является каталог «Стэнли Гиббонс», поскольку, в принципе, в нём по-прежнему указывается цена, по которой конкретная почтовая марка продавалась бы в лондонском магазине фирмы или по почтовым заказам, если бы она имелась в наличии и была бы точно в таком же состоянии, которое описано в примечаниях в начале каталога. На практике многих почтовых марок нет в наличии на фирме, либо они имеются в другом состоянии, либо цена, по которой данная марка продаётся, отличается от каталожной по какой-то иной причине. Первоначально каталог «Стэнли Гиббонс» был издан в виде прейскуранта с указанием цен в пенсах в ноябре 1865 года.

## Размер рынка
В отличие от некоторых других рынков, например, фондового, большинство сделок на филателистическом рынке совершаются неформально, по почтовым заказам или в розницу, поэтому размер рынка определить сложно. По некоторым оценкам, он составляет 5 млрд фунтов стерлингов. В интервью, данном в 2007 году, Майк Холл (Mike Hall) из фирмы Stanley Gibbons оценивал, что «ежегодно продаётся редких марок на сумму около 1 млрд долларов США на филателистическом рынке ёмкостью 10 млрд долларов США в год». По оценкам, в 2004 году коллекционеров по всему миру насчитывалось 30 миллионов человек. В 2009 году Адриан Руз (Adrian Roose) из фирмы Stanley Gibbons оценил эту цифру в 48 миллионов, включая 18 миллионов коллекционеров в Китае. При этом неизвестно, сколько из них являются серьёзными коллекционерами.

## Объединения
Филателистические дилеры объединяются в национальные организации (например, Американская ассоциация филателистических дилеров и британское Общество филателистических торговцев) и в Международную федерацию ассоциаций филателистических дилеров (International Federation of Stamp Dealers Associations).